# 2011-es magyar ralibajnokság
A 2011-es magyar ralibajnokság (hivatalos nevén: Magyar Köztársaság WATT Energy - Országos Rallye Bajnokság) volt a magyar ralibajnokságok történetének 45. idénye. A bajnokság hat futamból állt. Aschenbrenner György és Pikó Zsuzsa megvédte 2010-ben megszerzett bajnoki címüket, ezzel másodszor ültek fel a hazai ralisport trónjára. 2007 óta az első páros, amely meg tudta védeni címét, ez legutóbb Benik Balázsnak és Varga Istvánnak sikerült.

## Versenynaptár
A tervezett és a megvalósult versenynaptár lényeges eltéréseket mutat. A tervek szerint lett volna Kazincbarcika Rallye és bekerült volna az osztrák Waldviertel Rallye is. A tervezet kiadásakor nem lehetett tudni, hogy az Arad Rally, vagy a Salgó Rallye kerül-e megrendezésre. A 44. Mecsek Rallye csak az R2-es és a Historic EB mezőnyét érintette volna.
| # | Dátum              | Rali neve                                | Rali bázis | Felület | Táv (km) | Rendező                        |
| - | ------------------ | ---------------------------------------- | ---------- | ------- | -------- | ------------------------------ |
| 1 | Április 1-3        | Start Autó Rallye'2011                   | Eger       | aszfalt | 162,00   | Laroco MSC                     |
| 2 | Április 29-Május 1 | 18. Hell Miskolc Rally                   | Miskolc    | vegyes  | 148,59   | North-Country Kft.             |
| 3 | Június 3-5         | Prince Groupama Garancia Bükfürdő Rallye | Bükfürdő   | vegyes  | 125,80   | Marco Racing Team Kft.         |
| 4 | Július 8-10        | Veszprém Rallye '2011                    | Veszprém   | vegyes  | 133,70   | Laroco MSC                     |
| 5 | Augusztus 5-7      | Rally Arad                               | Arad       | vegyes  | 125,2    | D-Moto Kft.                    |
| 6 | Szeptember 9-11    | 45. Mecsek Rallye                        | Pécs       | aszfalt | 251,86   | J-Group Fotoprint Hungary Kft. |

## Versenyek
| # | Rali                                               | Dobogós helyezettek | Dobogós helyezettek              | Dobogós helyezettek                             | Dobogós helyezettek | Statisztika | Statisztika |
| # | Rali                                               | Helyezés            | Versenyző Navigátor              | Csapat Autó                                     | Idő                 | Szakasz     | Hossz       |
| - | -------------------------------------------------- | ------------------- | -------------------------------- | ----------------------------------------------- | ------------------- | ----------- | ----------- |
| 1 | Eger Rallye (Április 1-3) — Összefoglaló           | 1                   | Bútor Róbert Igor Bagical        | M3 Autó Kft. Peugeot 207 S200                   | 1:20:16.3           | 11          | 162,00 km   |
| 1 | Eger Rallye (Április 1-3) — Összefoglaló           | 2                   | Aschenbrenner György Pikó Zsuzsa | Martevo Kft. Mitsubishi Lancer Evo IX           | +12.2 mp            | 11          | 162,00 km   |
| 1 | Eger Rallye (Április 1-3) — Összefoglaló           | 3                   | Kazár Miklós Percze Nándor       | Maximmun Racing Team Mitsubishi Lancer Evo IX   | +39.3 mp            | 11          | 162,00 km   |
|   |                                                    |                     |                                  |                                                 |                     |             |             |
| 2 | Miskolc Rallye (Április 29-Május 1) — Összefoglaló | 1                   | Aschenbrenner György Pikó Zsuzsa | Martevo Kft. Mitsubishi Lancer Evo IX           | 1:20:16.3           | 15          | 148,59 km   |
| 2 | Miskolc Rallye (Április 29-Május 1) — Összefoglaló | 2                   | Herczig Norbert Benics Kálmán    | Herczig Autósport Skoda Fabia S200              | +31.2 mp            | 15          | 148,59 km   |
| 2 | Miskolc Rallye (Április 29-Május 1) — Összefoglaló | 3                   | Kakuszi Zsolt Kakuszi Csaba      | Maxx Rally Team Ford Fiesta S200                | +34.6 mp            | 15          | 148,59 km   |
|   |                                                    |                     |                                  |                                                 |                     |             |             |
| 3 | Bükfürdő Rallye (Június 3-5) — Összefoglaló        | 1                   | Kazár Miklós Percze Nándor       | Maximmun Racing Team Mitsubishi Lancer Evo IX   | 1:08:28.3           | 13          | 125,80 km   |
| 3 | Bükfürdő Rallye (Június 3-5) — Összefoglaló        | 2                   | Aschenbrenner György Pikó Zsuzsa | Martevo Kft. Mitsubishi Lancer Evo IX           | +0.7 mp             | 13          | 125,80 km   |
| 3 | Bükfürdő Rallye (Június 3-5) — Összefoglaló        | 3                   | ifj. Tóth János Tagai Róbert     | Peugeot - Total Hungary RT Peugeot 207 S200     | +12.2 mp            | 13          | 125,80 km   |
|   |                                                    |                     |                                  |                                                 |                     |             |             |
| 4 | Veszprém Rallye (Július 8-10) — Összefoglaló       | 1                   | Herczig Norbert Benics Kálmán    | Herczig Autósport Skoda Fabia S200              | 1:24:07.1           | 12          | 133,70 km   |
| 4 | Veszprém Rallye (Július 8-10) — Összefoglaló       | 2                   | Kazár Miklós Percze Nándor       | Maximmun Racing Team Mitsubishi Lancer Evo IX   | +3.5 mp             | 12          | 133,70 km   |
| 4 | Veszprém Rallye (Július 8-10) — Összefoglaló       | 3                   | ifj. Tóth János Tagai Róbert     | Peugeot - Total Hungary RT Peugeot 207 S200     | +23.6 mp            | 12          | 133,70 km   |
|   |                                                    |                     |                                  |                                                 |                     |             |             |
| 5 | Rally Arad (Augusztus 5-7) — Összefoglaló          | 1                   | ifj. Tóth János Tagai Róbert     | Peugeot - Total Hungary RT Peugeot 207 S200     | 1:16:46.6           | 13          | 125,2 km    |
| 5 | Rally Arad (Augusztus 5-7) — Összefoglaló          | 2                   | Hadik András Juhász István       | Hadik Autósport Egyesület Subaru Impreza        | +61.2 mp            | 13          | 125,2 km    |
| 5 | Rally Arad (Augusztus 5-7) — Összefoglaló          | 3                   | Spitzmüller Csaba Szőke Tamás    | Spici Motorsport Kft Mitsubishi Lancer Evo X    | +76.5 mp            | 13          | 125,2 km    |
|   |                                                    |                     |                                  |                                                 |                     |             |             |
| 6 | Mecsek Rallye (Szeptember 9-11) — Összefoglaló     | 1                   | Aschenbrenner György Pikó Zsuzsa | Martevo Kft. Mitsubishi Lancer Evo IX           | 2:02:44.9           | 15          | 251,86 km   |
| 6 | Mecsek Rallye (Szeptember 9-11) — Összefoglaló     | 2                   | Bútor Róbert Igor Bagical        | M3 Autó Kft. Peugeot 207 S200                   | +38.6 mp            | 15          | 251,86 km   |
| 6 | Mecsek Rallye (Szeptember 9-11) — Összefoglaló     | 3                   | Botka Dávid Szenner Zsolt        | 010 Dunlop Rallye Team Mitsubishi Lancer Evo IX | +133.3 mp           | 15          | 251,86 km   |

## A bajnokság végeredménye

### Pontozás
| Helyezés | 1. | 2. | 3. | 4. | 5. | 6. | 7. | 8. | 9. | 10. |
| Pontok   | 20 | 15 | 12 | 10 | 8  | 6  | 4  | 3  | 2  | 1   |

A Mecsek Rallye során másfélszeresét kapták a táblázatbeli pontoknak a pilóták.

### Versenyzők

#### Abszolút sorrend
| Poz | Versenyző            | EGER | MISKOLC | BÜKFÜRDŐ | VESZPRÉM | ARAD | PÉCS | Pontok |
| --- | -------------------- | ---- | ------- | -------- | -------- | ---- | ---- | ------ |
| 1   | Aschenbrenner György | 2    | 1       | 2        | Ki       | Ki   | 1    | 90     |
| 2   | ifj. Tóth János      | Ki   | 4       | 3        | 3        | 1    | 4    | 69     |
| 3   | Bútor Róbert         | 1    | Ki      | 5        | Ki       | 6    | 2    | 56,5   |
| 4   | Kazár Miklós         | 3    | 6       | 1        | 2        | Ki   | Ki   | 53     |
| 5   | Herczig Norbert      | 4    | 2       | Ki       | 1        | Ki   | Ki   | 45     |
| 6   | Botka Dávid          | 7    | DSQ     | DSQ      | 4        | 5    | 3    | 40     |
| 7   | Hadik András         | 5    | 5       | 9        | 10       | 2    | 11   | 34     |
| 8   | Kakuszi Zsolt        | 6    | 3       | 8        | Ki       | 4    | Ki   | 31     |
| 9   | Elek István          | 8    | 7       | 4        | 6        | Ki   | 9    | 26     |
| 10  | Pethő István         | Ki   | 10      | 6        | 5        | Ki   | 6    | 24     |
| 11  | Matics Mihály        | 9    | 8       | 7        | 8        |      | 7    | 18     |
| 12  | Spitzmüller Csaba    | Ki   | Ki      | Ki       | Ki       | 3    | Ni   | 12     |
| 13  | ifj. Ranga László    |      |         |          |          |      | 5    | 12     |
| 14  | Trencsényi József    | 10   | Ki      | 13       | 9        | Ki   | 8    | 7,5    |
| 15  | Osváth Péter         | Ki   | 9       | 10       | Ki       | 7    | Ki   | 7      |
| 16  | Hideg Krisztián      | Ki   | Ki      | Ki       | 7        | Ki   | Ki   | 4      |
| 17  | Krózser Menyhért     | 13   | 14      | 17       | 18       | 9    | 10   | 3,5    |
| 18  | Ollé Sándor          | Ki   | 13      | 18       | 19       | 8    | 15   | 3      |
| 19  | Bessenyei Zoltán     | 17   | 15      | 21       | 20       | 10   |      | 1      |
| Poz | Versenyző            | EGER | MISKOLC | BÜKFÜRDŐ | VESZPRÉM | ARAD | PÉCS | Pontok |

| Szín   | Eredmény                                          |
| ------ | ------------------------------------------------- |
| Arany  | Győztes                                           |
| Ezüst  | 2. helyezett                                      |
| Bronz  | 3. helyezett                                      |
| Zöld   | Pontot szerzett                                   |
| Kék    | Pont nélkül vagy helyezetlenül ért célba (NC, HN) |
| Lila   | Nem ért célba (Ret, Ki)                           |
| Fekete | Diszkvalifikálták (DSQ)                           |
| Fehér  | Nem indult (Ni)                                   |
| Üres   | Nem gyakorolt (DNP)                               |
| Üres   | Beteg vagy sérült volt (Inj)                      |
| Üres   | Kizárt (EX)                                       |
| Üres   | Nem érkezett meg (DNA)                            |

#### További bajnokok
| Kategória      | Versenyző        | Navigátor                   | Egyesület                  | Autó                  | Pont |
| -------------- | ---------------- | --------------------------- | -------------------------- | --------------------- | ---- |
| S csoport      | Budavári Zoltán  | Földi Nikolett              | Humano IT Racing Team      | Mitsubishi Lancer EVO | 36   |
| 2. géposztály  | ifj. Tóth János  | Tagai Róbert                | Peugeot - Total Hungary RT | Peugeot 207 S2000     | 40   |
| 3. géposztály  | Hadik András     | Juhász István               | Hadik Autósport Egyesület  | Subaru Impreza        | 36,5 |
| 5. géposztály  | Krózser Menyhért | Lovay Miklós és Papp György | M3 Autó Kft. - Citroen-MHH | Citroën DS3 R3        | 61   |
| 6. géposztály  | Bessenyei Zoltán | Papp György                 | M3 Autó Kft.               | Citroën C2 R2 MAX     | 46   |
| 8. géposztály  | Hibján József    | Szilágyi Sándor             | E85 Motorsport Kft.        | Ford Fiesta ST        | 45   |
| 9. géposztály  | Spindler Jenő    | Csizmadia Csaba             | Spindler ASE               | Suzuki Swift Sport    | 30   |
| 11. géposztály | Budavári Zoltán  | Földi Nikolett              | Humano IT Racing Team      | Mitsubishi Lancer EVO | 36   |
| 13. géposztály | Kovács Zoltán    | Holló Barnabás              | Juhász Racing Kft.         | Lada VFTS             | 43   |